# Hanns von Gumppenberg

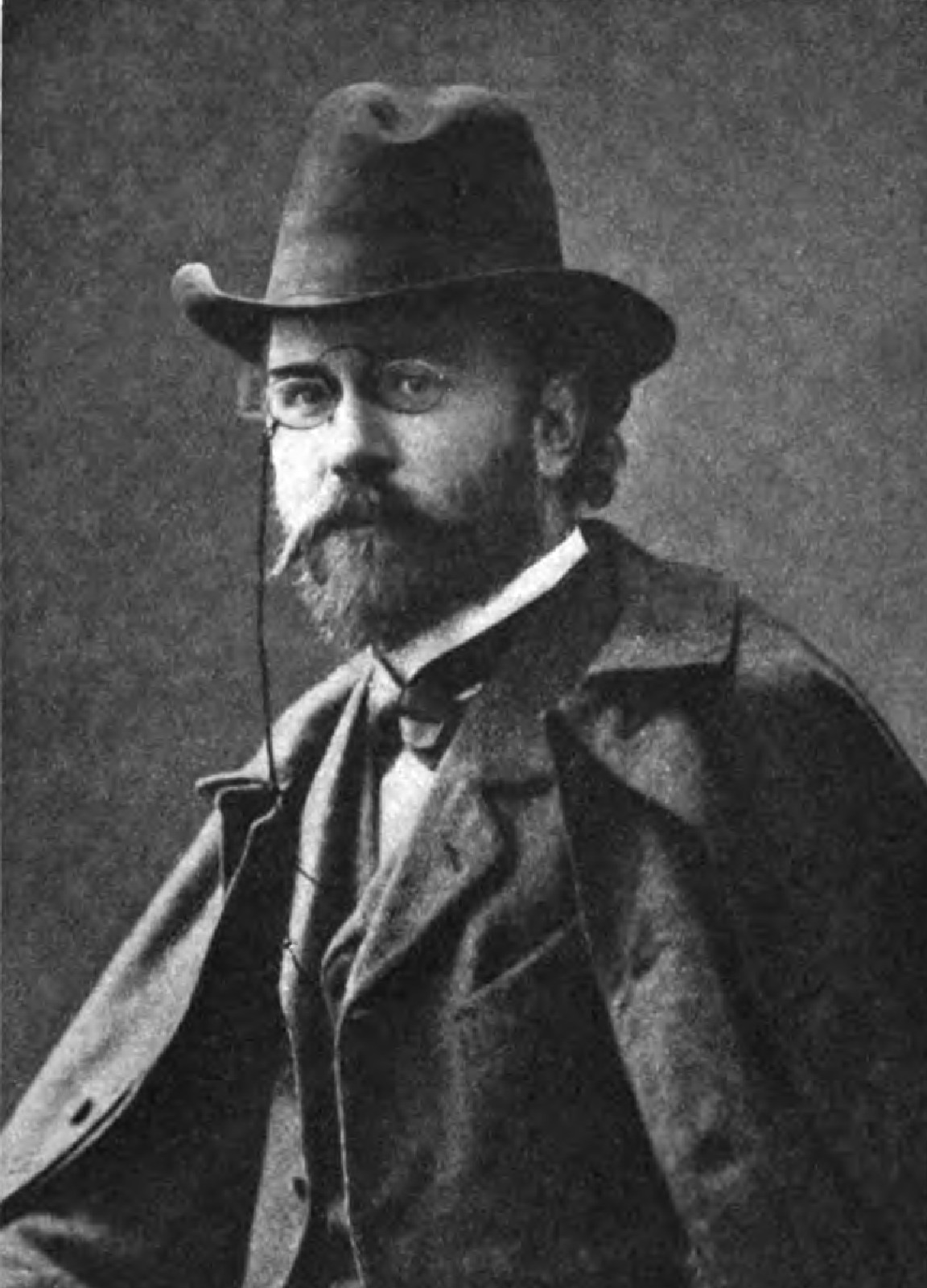
Hanns von Gumppenberg, vor 1904

Hanns Theodor Wilhelm Freiherr von Gumppenberg (geboren am 4. Dezember 1866 in Landshut; gestorben am 29. März 1928 in München) war ein deutscher Dichter, Übersetzer, Kabarettist und Theaterkritiker. Er benutzte die Pseudonyme Jodok und Professor Immanuel Tiefbohrer.

## Leben
Hanns von Gumppenberg wurde 1866 als Sohn des Bamberger Postbeamten Karl Freiherr von Gumppenberg (1833–1893), Spross des bayerischen Ur-Adelsgeschlechtes der Reichsfreiherren von Gumppenberg, geboren. Seine Mutter war Engelberta von Gumppenberg, geborene Sommer (1839–1920), Tochter eines Geographen.
Sowohl der Vater als auch schon der Großvater Wilhelm von Gumppenberg (bayerischer Landtagsabgeordneter, Gutsbesitzer und Major) waren literarisch tätig. Der Vater verfasste zumeist mundartliche Dramen und Lyrik, der Großvater belletristische Arbeiten und lustige Kasperlstücke.
Gumppenberg erhielt eine Ausbildung an der Königlichen Pagerie im Münchner Maximilianeum, wo er erste dichterische Versuche wagte. Nach der Pagenschule und dem Abitur am Wilhelmsgymnasium München nahm er 1885 ein Studium der Philosophie und Literaturgeschichte in München auf. Aus Gründen einer besseren Existenzsicherung entschied sich Gumppenberg allerdings drei Jahre später, juristische Studien aufzunehmen. Das Jurastudium brach er schließlich ab, um als freier Schriftsteller und Journalist zu arbeiten. 1894 heiratete er in Berlin Charlotte Donnerstag (* 1870), die 1895 starb.
Hanns von Gumppenberg war von 1901 bis 1909 Theaterkritiker der Münchener Neuesten Nachrichten. Von 1910 bis 1913 war er zusammen mit Alfred Auscher Herausgeber der neuen künstlerisch-literarischen Zeitschrift Licht und Schatten. Wochenschrift für Schwarz-Weiß-Kunst und Dichtung. Danach arbeitete er bis zu seinem Tod als Autor und Lektor bei der Zeitschrift Jugend. Ab 1902 betätigte sich Gumppenberg außerdem regelmäßig als Übersetzer ausländischer Dichtung, zum Beispiel schwedischer Gedichte von Bellman, Fröding oder Karlfeldt.
Hanns von Gumppenberg bewegte sich nach 1889 in den Kreisen der Münchner Modernen, zu denen allen voran Michael Georg Conrad und dessen Anhänger gehörten. Zusammen mit Georg Hoffmann, Julius Schaumberger und Otto Julius Bierbaum gründete er 1890 die Gesellschaft für modernes Leben. 1897 heiratete er in zweiter Ehe die Lehrerin Helene Bondy (1868–1954), die Tochter des Fabrikanten Ignaz Bondy und der österreichischen Frauenrechtlerin Ottilie Bondy. Aus dieser Ehe ging 1897 seine Tochter Hertha Schwanhilde hervor, die eine Scherenschnittkünstlerin, Grafikerin und Illustratorin war.
1901 wurde er unter dem Pseudonym Jodok als Verfasser von Lyrik- und Dramenparodien zum Mitbegründer des Münchner Kabaretts Die Elf Scharfrichter. Sein parodistisches Schaffen machte ihn schließlich auch bekannt. Gumppenbergs Parodiensammlung Das Teutsche Dichterross, 1. Aufl. 1901, erlebte insgesamt 14 Auflagen. Mit dem Hauptteil seines Schaffens – zumeist Weltanschauungs- und Ideendramen – blieb er jedoch erfolglos.
Der Erste Weltkrieg und die Inflation brachten Gumppenberg in finanzielle Nöte und seit 1922 war er auch gesundheitlich schwer angeschlagen. Am 29. März 1928 starb er in München an einem Herzleiden.
Der Nachlass Gumppenbergs befindet sich im Literaturarchiv Monacensia der Stadt München.

## Werke
- Thorwald. Trauerspiel. München 1888.
- Apollo. Komödie. J. Lindauer, München 1890.
- Das dritte Testament – Eine Offenbarung Gottes. Poesse, München 1891.
- Deutsche Lyrik von gestern. Vortrag, gehalten am ersten öffentlichen Abend der Gesellschaft für modernes Leben. Poetzl, München 1891 (online).
- Kritik des Wirklich-Seienden – Grundlagen zu einer Philosophie des Wirklich-Seienden. Verlagsabtheilung der deutschen Schriftstellergenossenschaft, Berlin 1892.
- Alles und Nichts – Dichtung in 3 Abtheilungen und 12 Bildern. Baumert & Ronge, Großenhain und Leipzig 1894.
- Die Minnekönigin. Komödie. Reclam, Leipzig 1894.
- Der fünfte Prophet. Roman. Verlag f. Deutsches Schriftthum, Berlin 1895.
- Der erste Hofnarr. Schauspiel. Baumert & Ronge, Großenhain und Leipzig 1899.
- Das Teutsche Dichterross in allen Gangarten vorgeritten. Parodien. Verl. der Deutsch-Französischen Rundschau, München 1901. 13. u. 14. erweiterte Aufl. Callwey, München 1929.
- Die Verdammten. Schauspiel. E. Bloch, Berlin 1901.
- als Jodok: Der Veterinärarzt – Mystodrama in einem Aufzug. in: Die elf Scharfrichter. Bd. 1, S. 79–112. Schuster und Loeffler, Berlin 1901.
- als Jodok: Der Nachbar – Monodrama in einem Satz. in: Die elf Scharfrichter. Bd. 1, S. 113–128. Schuster und Loeffler, Berlin 1901.
- als Jodok: Überdramen Parodien, 3 Bde. Th. Mayhofer Nachf., Berlin 1902.
- Die Einzige. Tragikomödie. Callwey, München 1903.
- Grundlagen der wissenschaftlichen Philosophie. Callwey, München 1903.
- König Konrad I. Geschichtliches Schauspiel. Callwey, München 1904.
- König Heinrich I. Geschichtliches Schauspiel. Callwey, München 1904.
- Herzog Philipps Brautfahrt. Opernlustspiel. Callwey, München 1904.
- Aus meinem lyrischen Tagebuch. Callwey, München 1906.
- Bellman-Brevier – Aus Fredmans Episteln und Liedern, Deutsch von Hanns von Gumppenberg, Verlag von Albert Langen, München 1909.
- Beweis des Großen Fermat'schen Satzes für alle ungeraden Exponenten. Callwey, München 1913.
- Schauen und Sinnen. Gedichte. G. Müller, München 1913.
- Schaurige Schicksale, fälschende Fama und leere Lorbeeren – Dokumentarisches über meine Bühnenwerke. Callwey, München 1914.
- Der Pinsel Yings. Komödie. Callwey, München 1914.
- Philosophie und Okkultismus. Rösl, München 1921.
- Lebenserinnerungen. Aus dem Nachlass. Eigenbrödler Verlag, Berlin 1930.